# Biocombustibles drop-in
Los biocombustibles drop-in son un tipo de biocombustibles que pueden sustituir directa y completamente a los combustibles fósiles convencionales (como gasolina, diésel o queroseno de aviación) sin requerir modificaciones significativas en los motores, infraestructuras de distribución, o sistemas existentes. Su desarrollo ha ganado interés en los últimos años debido a su potencial para reducir las emisiones de gases de efecto invernadero y su capacidad para integrarse fácilmente en los mercados energéticos actuales.
Características Principales
Los biocombustibles drop-in son químicamente similares a los combustibles fósiles. Esto los distingue de otros biocombustibles como el biodiésel o el bioetanol, que generalmente requieren adaptaciones específicas en los motores o sistemas de distribución. Entre sus principales características destacan:
Compatibilidad: Pueden mezclarse con combustibles fósiles en cualquier proporción.
Sustitución directa: Pueden reemplazar a los combustibles fósiles sin cambios en motores, aeronaves, barcos, o infraestructura de almacenamiento y transporte.
Alta densidad energética: Su contenido energético es comparable al de los combustibles fósiles tradicionales.